# Лила Едет (община)
Община Лила Едет (на шведски: Lilla Edets kommun) е разположена в лен Вестра Йоталанд, югозападна Швеция с обща площ 344 km2 и население 12 829 души (към 31 декември 2013). Административен център на община Лила Едет е едноименния град Лила Едет.